# Giuseppe Sardi (1624-1699)
Giuseppe Sardi (Venezia, 24 aprile 1624 – Venezia, 21 settembre 1699) è stato un architetto italiano di origine svizzera, esponente del movimento barocco veneziano. Non è da confondere con l'architetto omonimo attivo a Roma.

## Biografia

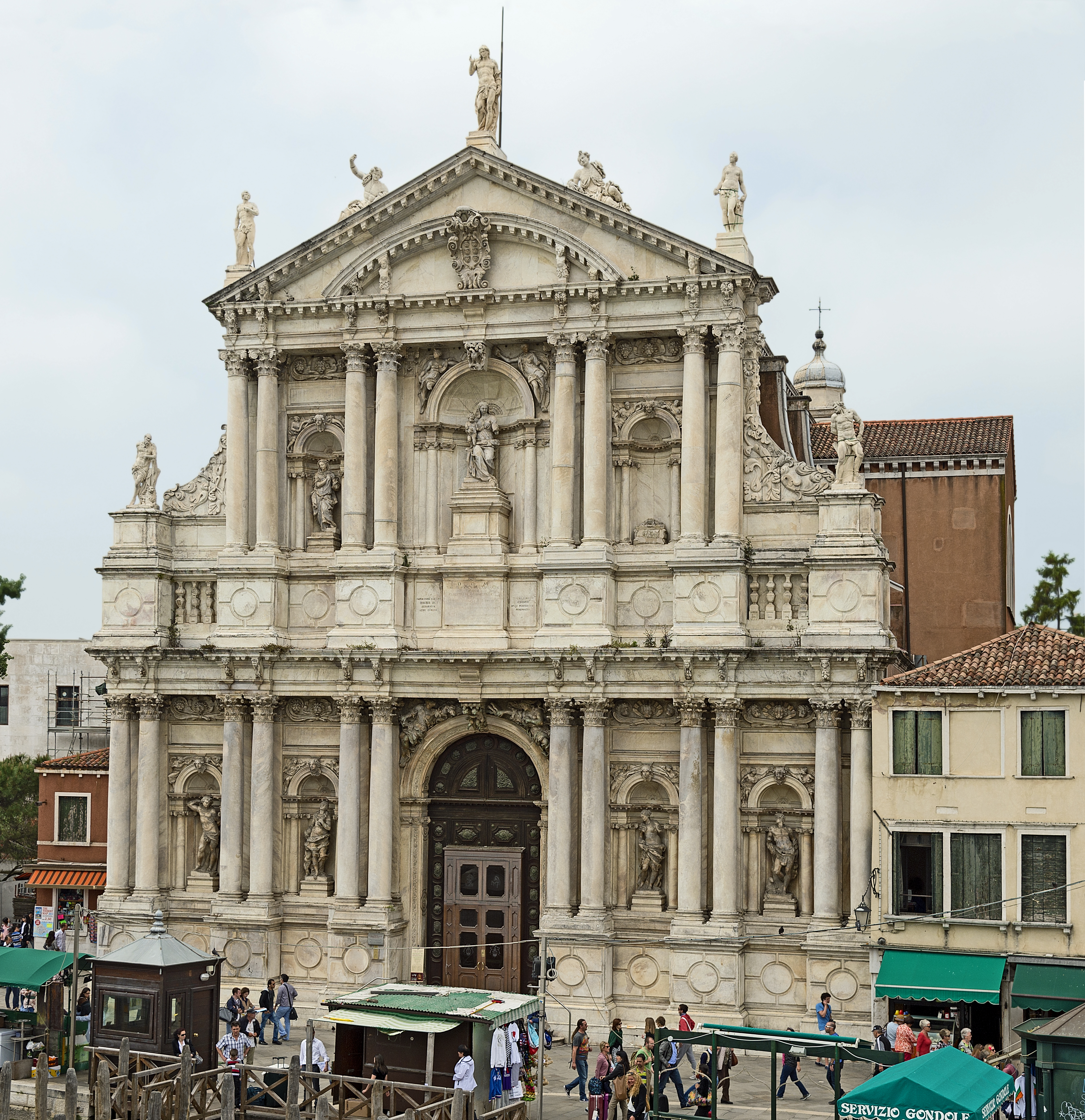
La facciata della chiesa di Santa Maria di Nazareth a Venezia

Figlio di Antonio Sardi, originario di Morcote, muratore e architetto.

## Opere
Tra le sue opere si ricordano le facciate delle chiese Santa Maria del Giglio e Santa Maria di Nazareth a Venezia, il rifacimento del campanile della chiesa di Santa Maria dei Carmini, la facciata della Scuola Grande di San Teodoro e il monumento a Gerolamo Cavazza nella chiesa della Madonna dell'Orto.